# Reverie (série télévisée)
Pour les articles homonymes, voir Rêverie (homonymie).
Reverie est une série télévisée américaine en dix épisodes de 42 minutes créée par Mickey Fisher et diffusée entre le 30 mai et le 8 août 2018 sur le réseau NBC et en simultané sur le réseau Global au Canada.
Cette série est inédite dans tous les pays francophones.

## Synopsis
Mora Kint, une ancienne négociatrice spécialiste du comportement humain, est amenée à intervenir lorsque les testeurs et testeuses d'un programme de réalité virtuelle appelé Reverie tombent dans le coma et que leur esprit se retrouve piégé dans cette simulation.

## Distribution
- Sarah Shahi : Mara Kint
- Kathryn Morris : Monica Shaw
- Dennis Haysbert : Charlie Ventana
- Sendhil Ramamurthy : Paul Hammond
- Jessica Lu (en) : Alexis Barrett

### Acteurs récurrents
- Kai Scott : Dylan (9 épisodes)
- Christopher Redman : Ray McConley (5 épisodes)
- Jon Fletcher : Oliver Hill (4 épisodes)

### Invités
- Madeleine McGraw : Brynn (épisodes 1 à 3)
- Ahna O'Reilly : Rachel Kauffman (épisode 2)
- John Brotherton : Vater (épisode 2)
- Sasha Compère : Casey Hathaway (épisodes 3 et 10)
- Ashley Zukerman : Nate Hallo (épisode 3)
- Gary Kraus : Leekly (épisodes 4, 8 et 9)
- Erica Luttrell : Liz (épisode 4)
- Anne-Marie Johnson : Mrs Trent (épisode 5)
- Sam Jaeger : Chris Condera (épisodes 6 à 8)
- Tisha French : infirmière (épisodes 6 et 9)
- Sally Pressman : Holly Maxwell (épisode 6)
- Deniz Akdeniz : Kareem Alwad (épisode 7)
- Mac Brandt (en) : Drew Sullivan (épisode 7)
- David Burke : Jack Selve (épisode 8)
- Molly Hagan : Tirzah Hagan (épisodes 9 et 10)

## Développement

### Production
Le projet est développé par l’équipe d’Extant notamment mené par le producteur Mickey Fisher. Le 12 mai 2017, NBC commande une saison de treize épisodes et deux jours plus tard lors des Upfront, place la série pour la mi-saison 2017-2018.
Le 6 novembre 2018, NBC annule la série.

### Casting
En février 2017, Sarah Shahi est la première actrice à rejoindre le pilote de la série pour le rôle de Mora Kint, suivie par Jessica Lu (en) et Sendhil Ramamurthy, Dennis Haysbert, et Kathryn Morris.
En décembre 2017, Jon Fletcher décroche un rôle récurrent.

### Fiche technique
- Producteurs exécutifs : Mickey Fisher, Jenna Bauer, Justin Falvey, Darryl Frank, Brooklyn Weaver

## Épisodes
1. Apertus
2. Bond. Jane Bond.
3. No More Mr. Nice Guy
4. Blue Is the Coldest Color
5. Altum Somnum
6. Pas de Deux
7. The Black Mandala
8. Despedida
9. The Key
10. Point of Origin

## Accueil
Le pilote a été vu par 2,88 millions de téléspectateurs, et la finale par 1,92 million, pour une moyenne de 2,1 millions pour les dix épisodes.